# دانکن شیخ
دانکن شیخ یا دانکن اسکات شیک (به انگلیسی: Duncan Scott Sheik) (زادهٔ ۱۹۶۹ در نیوجرسی) خواننده و آهنگساز موسیقی پاپ آمریکایی است.
دانکن تاکنون برنده جایزه گرمی نیز شده‌است. او نخست به‌خاطر آهنگ Barely breathing در یوتیوبشهرت یافت.